# Fit for a King
I Fit for a King sono un gruppo musicale statunitense formatosi nel 2007 a Tyler, Texas.

## Formazione

### Formazione attuale
- Ryan Kirby – voce death (2010–presente)
- Bobby Lynge – chitarra, cori (2010–presente)
- Ryan O'Leary – basso, cori (2014–presente)
- Jared Easterling – batteria, percussioni (2007-presente), voce melodica (2007-2012, 2014-presente)

### Ex componenti
- Alex Danforth – voce (2007–2008)
- Justin Juno – basso (2007–2008)
- Jared Mcferron – chitarra (2007–2009)
- Jed McNeill – tastiera (2007–2009)
- Mason Wilson – voce (2008–2010)
- Justin Hamra – chitarra (2009–2012)
- Aaron Decur – basso (2008–2012)
- Aaron Kadura – basso, voce melodica (2012–2014)

## Discografia

### Album in studio
- 2011 – Descendants
- 2013 – Creation/Destruction
- 2014 – Slave to Nothing
- 2016 – Deathgrip
- 2018 – Dark Skies
- 2020 – The Path
- 2022 – The Hell We Create
- 2025 – Lonely God

### EP
- 2008 – Fit for a King
- 2009 – Awaken the Vesper